# Пуебла-де-Обандо
Пуебла-де-Обандо (ісп. Puebla de Obando) — муніципалітет в Іспанії, у складі автономної спільноти Естремадура, у провінції Бадахос. Населення — 1971 особа (2010).
Муніципалітет розташований на відстані близько 280 км на південний захід від Мадрида, 60 км на схід від Бадахоса.

## Демографія
Динаміка населення (INE ):